# TV Rio Verde (Rio Verde)
TV Rio Verde é uma emissora de televisão educativa brasileira sediada em Rio Verde, no estado de Goiás. Opera no canal 3.2 (48 UHF digital) e é afiliada à TV Cultura.

## História
A TV Rio Verde entrou no ar em 9 de julho de 1990, através da iniciativa do empresário Iris Carlos de Freitas, que era proprietário da Rádio Rio Verde e da Rio Verde FM. Em 1992, porém, uma descarga elétrica veio a queimar seus equipamentos e inviabilizou seu restabelecimento.
Durante toda a década de 1990 e início da década de 2000, a emissora tentou levar novamente seu sinal ao ar, até que em 2007, restabeleceu seu sinal, transmitindo a programação da Rede Gênesis. Posteriormente, após ser adquirida por um empresário de Goiânia, que poucos meses depois, passou a transmitir o sinal do Esporte Interativo.
Em 3 de dezembro de 2015, após oito anos, a emissora trocou o Esporte Interativo pela TV Brasil Central, afiliada da TV Cultura em Goiás. Em 8 de abril de 2016, volta a transmitir o Esporte Interativo.
Em 22 de junho do mesmo ano, passou a transmitir a programação da Boas Novas, mas dois dias depois, troca pela G2P TV e no final do mês, o canal sai do ar, retornando na metade de outubro retransmitindo a TV Aparecida. Em 1º de novembro, a emissora troca a TV Aparecida pela TV Novo Tempo e em 13 de novembro troca pela E-Paraná, de Curitiba, Paraná. Em 2017, a emissora passa a transmitir o sinal da TV Cultura.

## Sinal digital
| Canal virtual | Canal digital | Resolução de tela | Programação                                        |
| ------------- | ------------- | ----------------- | -------------------------------------------------- |
| 3.2           | 48 UHF        | 1080i Widescreen  | Programação principal da TV Rio Verde / TV Cultura |

Transição para o sinal digital
Cerca de uma semana antes da data oficial do desligamento do sinal analógico na cidade de Rio Verde, prevista para o dia 29 de novembro de 2015 (depois prorrogada para 15 de fevereiro de 2016) como parte do decreto federal de migração das emissoras de TV para o sinal digital, a emissora simplesmente parou suas transmissões pelo canal 3 VHF sem aviso prévio. Especulou-se que a emissora estava extinta por não ter condição de migrar para a nova tecnologia, mas em 3 de dezembro, a emissora iniciou sua transmissão digital pelo canal 48 UHF com resolução 480i, e seu sinal analógico permaneceu desativado.